# Ora serrata

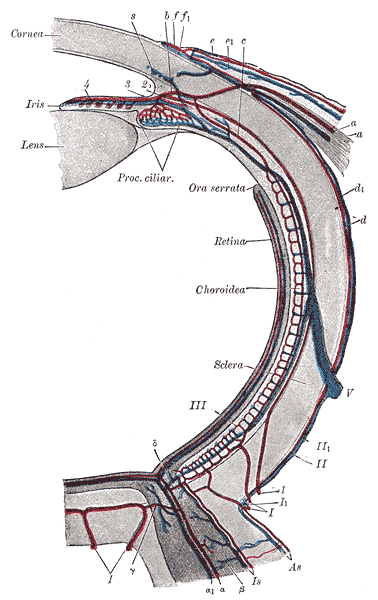
Diagram van de bloedvaten in het oog, met ligging van de ora serrata, links bovenaan.

De ora serrata (uit het Latijn ora, rand, en serratus, getand) is de gekartelde verbinding tussen het netvlies en het straalvormig lichaam in het menselijk oog. Ora serrata dankt zijn naam aan de ongeveer vijftig naar voren wijzende tandjes die, in profiel gezien, lijken op een zaag. Dit knooppunt markeert de overgang van het eenvoudige, niet-lichtgevoelige gebied van het straalvormig lichaam naar het complexe, meerlaagse, lichtgevoelige gebied van het netvlies. 